# 토마스 쇠렌센
토마스 쇠렌센(덴마크어: Thomas Løvendahl Sørensen, 1976년 6월 12일~)은 덴마크의 전 축구 선수이다. 포지션은 골키퍼이며 과거 오덴세 BK, 바일레 BK, FC 스벤드부르크, 선덜랜드 AFC, 애스턴 빌라 FC, 스토크 시티 FC, 멜버른 시티 FC에서 뛰었다.

## 같이 보기
- A매치 100경기 이상 출전한 축구 선수 명단